# Сулайманов, Эльдар Нурланович
Эльдар Нурланович Сулайманов (род. 3 июля 1985, с. Ала-Бука, Ала-Букинский район, Джалал-Абадская область, Киргизская ССР, СССР) — кыргызский государственный и политический деятель. Депутат VII созыва Жогорку Кенеша Кыргызской Республики  (с 2021 года).

### Биография
Эльдар Сулайманов родился 3 июля 1985 года в селе Ала-Бука Ала-Букинского района Джалал-Абадской области. В 2002 году окончил Кыргызско-Турецкий лицей имени Чингиза Айтматова.
В 2007 году окончил Кыргызско-Российский Славянский университет имени Б. Н. Ельцина по специальности «Мировая экономика» на факультете международных отношений. В 2011 году завершил обучение в магистратуре Кыргызской государственной юридической академии по направлению «Юриспруденция».

### Трудовая деятельность
- 2007—2008 — экономист отдела внешних связей ОАО «Электрические станции».
- 2008—2010 — оперативный сотрудник Государственной службы финансовой полиции Кыргызской Республики, работа на конкурсной основе.
- 2010—2011 — советник торага (председателя) Жогорку Кенеша Кыргызской Республики.
- 2011—2012 — заместитель директора Департамента регистрации населения и актов гражданского состояния при Государственной регистрационной службе Кыргызской Республики.
- 2016—2021 — генеральный директор ОсОО «Кыргыз-Чех суу компаниясы».
- Июль 2021 — избран депутатом Ошского городского кенеша от политической партии «Ата-Журт Кыргызстан».
- С декабря 2021 года является депутатом Жогорку Кенеша Кыргызской Республики VII созыва.
- С января 2022 года являлся заместителем председателя Комитета по транспорту, коммуникациям, архитектуре и строительству.
- С января 2024 года является заместителем председателя Комитета по международным делам, обороне, безопасности и миграции.

### Политическая деятельность
С декабря 2021 года является депутатом Жогорку Кенеша Кыргызской Республики VII созыва. 
С января 2022 года являлся заместителем председателя Комитета по транспорту, коммуникациям, архитектуре и строительству. 
С января 2024 года является заместителем председателя Комитета по международным делам, обороне, безопасности и миграции.

### Личная жизнь
Эльдар Сулайманов женат и воспитывает четверых детей.